# Stichting Museum Materieel Railion
 (août 2023).
Si vous disposez d'ouvrages ou d'articles de référence ou si vous connaissez des sites web de qualité traitant du thème abordé ici, merci de compléter l'article en donnant les références utiles à sa vérifiabilité et en les liant à la section « Notes et références ».

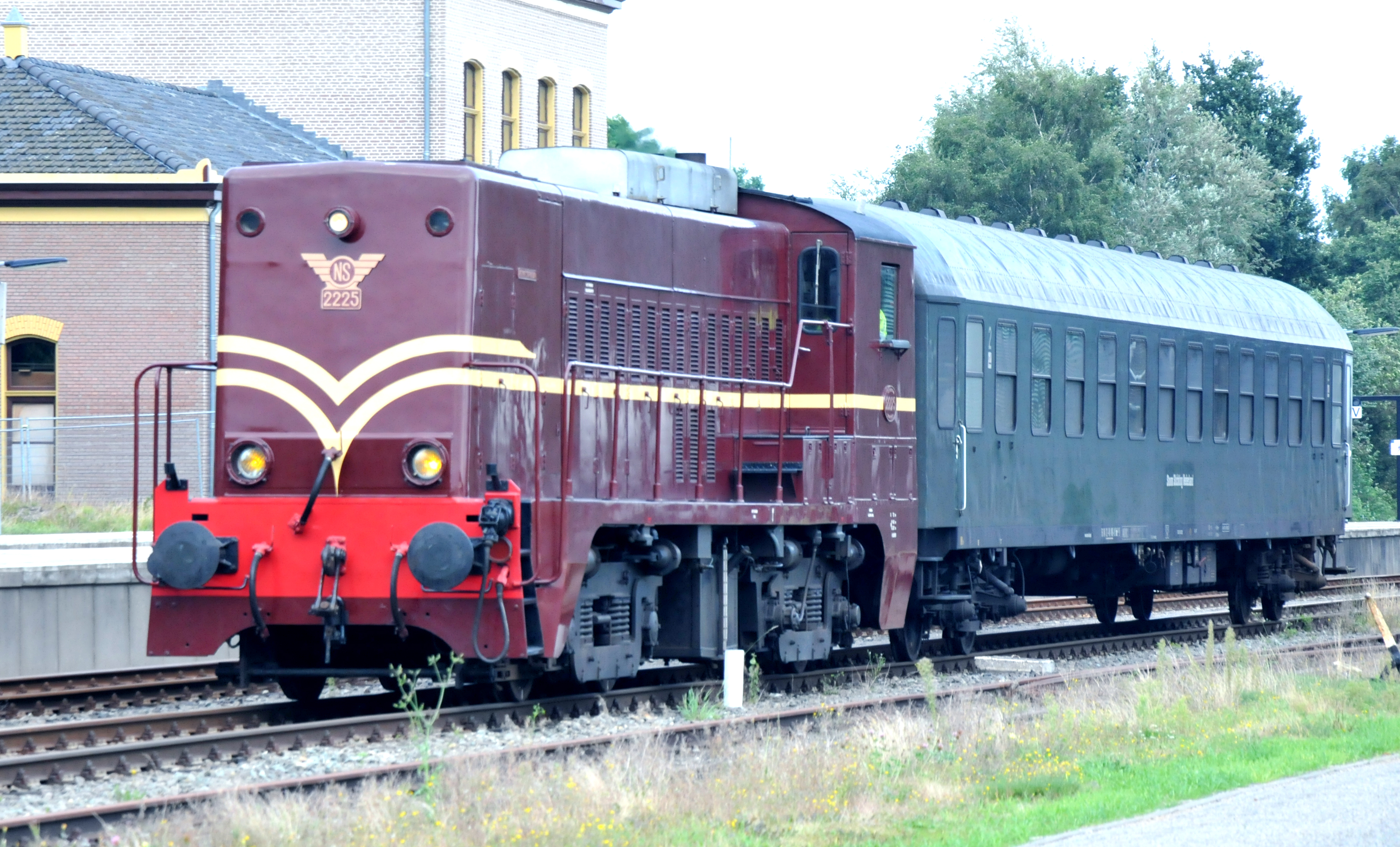
La locomotive diesel NS 2225 à Zuidbroek le 16 septembre 2012.

Le "Stichting Museum Materieel Railion - SMMR" (en français : Fondation Musée Matériel Railion) a été fondé en 2003 par des employés de la société Railion qui souhaitaient conserver une ancienne locomotive diesel de la série NS 2200 comme locomotive musée.

## Historique
La locomotive diesel NS 2225 a pu être acquise et a été remise en état de marche. Elle a été restaurée avec l'ancienne livrée de couleurs marron.
La locomotive NS 2368 (ex-2296) a été achetée pour la fourniture de pièces de rechange. Plus tard, la locomotive NS 2278 est également arrivée au "SMMR". Cela a donné à la fondation trois locomotives diesel.
Locomotive diesel NS 2278 a été reprise par le "Museumspoorlijn STAR" le 15 septembre 2012, où la locomotive est à nouveau opérationnelle après une révision complète le 9 mai 2013 dans une livrée jaune-gris.
La locomotive NS 2296 (2368) a été reprise le 1er décembre 2022 par la "Stichting 2454 CREW", où la locomotive recevra une révision optique, puis technique.
La fondation est basée à Rotterdam au "Stoom Stichting Nederland".

## La collection
La liste suivante n'est pas exhaustive et devra être complétée ou actualisée au fil du temps (dernière actualisation en novembre 2024) :
| Photo | Matricule | Constructeur et date  | État actuel    | Origine et informations techniques                                                           |
| ----- | --------- | --------------------- | -------------- | -------------------------------------------------------------------------------------------- |
|       | NS 2225   | Allan Rotterdam, 1955 | Opérationnelle | - 14 m, 72 t, vitesse maximum : 100 km/h. - Capacité du réservoir à gazole : 0 000 L (0 m3). |